# Encarsia praegrandis
Encarsia praegrandis är en stekelart som beskrevs av Gennaro Viggiani 1985. Encarsia praegrandis ingår i släktet Encarsia och familjen växtlussteklar.
Artens utbredningsområde är Papua Nya Guinea. Inga underarter finns listade i Catalogue of Life.